# 日野鏡子
日野鏡子（ひのきょうこ、1966年生まれ ）は、日本の小説家。
東京都北区赤羽で育つ。
豊島岡女子学園卒業。
東洋大学文学部インド哲学科在学中にSF誌からデビュー。
代表作講談社X文庫ホワイトハート『エルンスター物語』、エンターブレイン社ビーズログ文庫『桜の國の物語』(カガミコ名義)など。
なお『エルンスター物語』はホワイトハート創刊時の一冊である。『桜の國の物語』以降新刊は出ていないが、(2025年現在)過去の作品が電子書籍の形でアドレナライズ社から、漸次再販されている。

## 作品リスト
※ほぼ年代順
《講談社Ｘ文庫ホワイトハート》
- 『エルンスター物語』全５巻外伝２巻

- 『ネフィリム』全３巻

《小学館キャンバス文庫》
- 『バベル』全３巻

- 『疾風』ー風水師イシャウッドー全２巻

《角川スニーカー文庫》
- 『ラビア戦記』全３巻

《小学館スーパークエスト文庫》
- 『ナワール』全２巻

- 『闇の半球』全２巻

《ファミ通ログアウト文庫》
- 『大地母神』全３巻

《朝日ソノラマ文庫》
- 『ブルーポイント』全１巻

《エンターブレイン社ビーズログ文庫》
- 『桜の國の物語』全3巻(カガミコ名義）

- 『蝉時雨の時は過ぎ』(桜の國の外伝）